# Sōtarō Fujiwara
Sōtarō Fujiwara (jap. 藤原崇太郎 Fujiwara Sōtarō; * 27. April 1998) ist ein japanischer Judoka. Er war 2017 Asienmeister und 2018 Weltmeisterschaftszweiter.

## Sportliche Karriere
Sōtarō Fujiwara kämpft in der Gewichtsklasse bis 81 Kilogramm, dem Halbmittelgewicht. 2015 war er Zweiter der Juniorenweltmeisterschaften in der Einzelwertung und gewann den Titel mit der Mannschaft. Im Finale der Asienmeisterschaften 2017 traf Fujiwara auf den Iraner Saeid Mollaei und gewann den Titel.
Anfang 2018 gewann Fujiwara zunächst das Grand-Slam-Turnier in Paris und einen Monat später das Turnier in Jekaterinburg. Bei den japanischen Meisterschaften belegte er 2018 den zweiten Platz hinter Takeshi Sasaki. Im September 2018 fanden in Baku die Weltmeisterschaften statt. Fujiwara bezwang im Halbfinale den Deutschen Dominic Ressel. Im Finale traf er auf Saeid Mollaei und verlor. 2019 gewann Fujiwara das Grand-Slam-Turnier in Düsseldorf. Bei den Weltmeisterschaften 2019 in Tokio verlor er seinen Auftaktkampf gegen den Usbeken Sharofiddin Boltaboyev.
2021 unterlag er im Finale der japanischen Meisterschaften Takeshi Sasaki. Bei den Weltmeisterschaften 2021 in Budapest verlor Fujiwara im Viertelfinale gegen den Belgier Matthias Casse. Nach einem Sieg in der Hoffnungsrunde über den mittlerweile für die Mongolei antretenden Saeid Mollaei unterlag Fujiwara im Kampf um Bronze dem Niederländer Frank de Wit. Im Oktober 2021 erreichte Fujiwara beim wegen der COVID-19-Pandemie auf den Herbst verschobenen Grand Slam in Paris den dritten Platz. 2022 fand der Grand Slam in Paris Anfang Februar statt und Fujiwara gewann nach drei Jahren wieder ein Grand-Slam-Turnier.